# Newport (Shropshire)

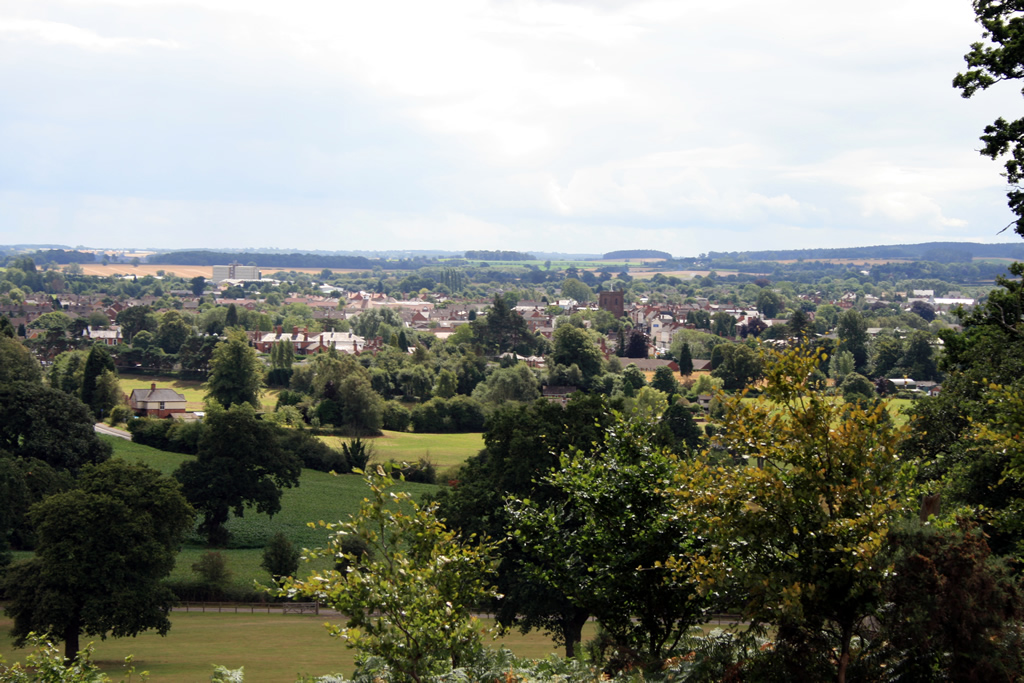
Newport

Newport ist eine Minderstadt in dem Borough Telford and Wrekin und der zeremoniellen Grafschaft von Shropshire in England. Sie liegt 9,7 km nördlich von Telford und 19 km westlich von Stafford. Die Einwohnerzahl beträgt 15.828.

## Auszeichnungen
Die Stadt gewann den Gartenbauwettbewerb Britain in Bloom mit vergoldetem Silber und war der erste Ort in England, der sechsmal hintereinander den Heart of England Preis in Gold gewann.

## Bildung
Newport besitzt angesehene weiterführende Schulen wie die Newport Girls High School und die Adams’ Grammar School. Das Harper Adams University College befindet sich am Stadtrand. Die nächstgelegenen Colleges sind das Telford College of Arts and Technology und Stafford College. Mit der Staffordshire University, der University of Wolverhampton und der Keele University liegen gleich drei Universitäten in unmittelbarer Nähe. Zwei alte Einbäume wurden in Newport entdeckt.

## Söhne und Töchter der Stadt
- Arabella Elizabeth Roupell (1817–1914), botanische Illustratorin
- Henry Lewis (1819–1904), Landschafts- und Genremaler
- Percy Heawood (1861–1955), Mathematiker
- James Edward Quibell (1867–1935), Ägyptologe
- Tom Booth-Amos (* 1996), Motorradrennfahrer